# Генріх III (ландграф Верхнього Гессену)
Генріх III Багатий (нім. Heinrich III. der Reiche; 15 жовтня 1440 — 13 січня 1483) — ландграф Верхнього Гессену в 1458—1483 роках.

## Життєпис
Походив з Гессенського дому. Старший син Людвіга I, ландграфа Гессену, і Анни Саксонської. Народився 1440 року.
У 1458 році після смерті батька успадкував Гессенське ландграфство. Домовився зі старшим братом Людвігом про розподіл родинних володінь, отримавши Нижній Гессен з резиденцією в Касселі. Втім сперечався щодо кордонів своїх володінь з братом до 1470 року. Відбулося декілька арбітражів.
1468 року стосунки з братом Людвігом II загострилися, а 1469 року переросли у відкриту війну. Її вдалося припинити лише у травні 1470 року за посередництва іншого брата — Германа. 1471 року після смерті Людвіга II став опікуном своїх небожів, внаслідок чого став фактично правити Нижнім Гессеном.
Помер 1483 року в Марбурзі. Йому спадкував син Вільгельм III.

## Родина
Дружина — Анна, донька графа Філіппа I фон Катценельнбоген
Діти:
- Фрідріх (помер у дитинстві)
- Єлизавета (1466—1523) дружина графа Йоганна V Нассау-Ділленбург
- Людвіг (1461—1478)
- Мехтільда (1473—1505), дружина Йоганна II, герцога Клевського
- Вільгельм III (1471—1500), ландграф Верхнього Гессену
- Генріх (1474—до 1483))

Коханка — Хритсина Стейне, дружина художника Йоганна Дітца
Діти:
- Концель (1471—1508), дружина Людвіга Орта. Їх далеким нащадком був поет Йоганн Вольфганг фон Гете